# Jo Pavey
Jo Pavey (Reino Unido, 20 de septiembre de 1973) es una atleta británica, especialista en la prueba de 10000 m, con la que ha logrado ser medallista de bronce mundial en 2007.

## Carrera deportiva
En el Mundial de Osaka 2007 gana la medalla de bronce en la carrera de 10000 metros, con un tiempo de 32:03.81 segundos, quedando en el podio tras la etíope Tirunesh Dibaba y la estadounidense Kara Goucher.